# Lepinaria
Lepinaria là một chi bọ cánh cứng trong họ Chrysomelidae.
Chi này được miêu tả khoa học năm 1998 bởi Medvedev.

## Các loài
Chi này gồm các loài:
- Lepinaria merkli Medvedev, 1998